# Campionato italiano maschile di pallanuoto Ragazzi
Il campionato italiano maschile di pallanuoto Ragazzi, conosciuto anche come Campionato Under-14, è uno dei campionati italiani maschili giovanili di pallanuoto, organizzato dalla Federazione Italiana Nuoto (FIN). Riservato in origine agli Under 15, nella stagione 2020-2021 il torneo è stato sostituito da quello Under 16, per poi riprendere nel 2024 ed essere riservato agli Under 14. Lo svolgimento prevede una fase preliminare regionale organizzata dai Comitati Regionali, e una fase finale nazionale organizzata dalla sezione pallanuotistica della FIN.

## Albo d'oro
| Stagione            | Vincitore               | Secondo Posto    | Terzo posto       | Note |
| Campionato Under-15 |                         |                  |                   |      |
| 1989                | Civitavecchia           | Pro Recco        | Libertas Pescara  |      |
| 1990                | Bogliasco               | Libertas Pescara | Civitavecchia     |      |
| 1991                | Bogliasco               | Camogli          | Civitavecchia     |      |
| 1992                | Civitavecchia           | Quinto           | Posillipo         |      |
| 1993                | Civitavecchia           | Posillipo        | Savona            |      |
| 1994                | Savona                  | Rapallo          | Alma Nuoto        |      |
| 1995                | Bogliasco               | Ortigia          | Alma Nuoto        |      |
| 1996                | Pro Recco               | Bogliasco        | Lazio             |      |
| 1997                | Fiamme Oro              | Pro Recco        | Posillipo         |      |
| 1998                | Fiamme Oro              | Pro Recco        | Posillipo         |      |
| 1999                | Savona                  | Nervi            | Fiamme Oro        |      |
| 2000                | Savona                  |                  |                   |      |
| 2001                | Pro Recco               | Imperia          | Roma              |      |
| 2002                | Roma                    | Savona           | Alma Nuoto        |      |
| 2003                | Posillipo               | Lazio            | Roma              |      |
| 2004                | Roma Vis Nova           | Savona           | Bogliasco         |      |
| 2005                | Nervi                   | Roma Vis Nova    | Bogliasco         |      |
| 2006                | Camogli                 | Lazio            | Pro Recco         |      |
| 2007                | Camogli                 |                  |                   |      |
| 2008                | Camogli                 |                  |                   |      |
| 2009                | Camogli                 | Roma Vis Nova    | Roma              |      |
| 2010                | Canottieri Napoli       | Bogliasco        | Alma Nuoto        |      |
| 2011                | Bogliasco               | Lazio            | Canottieri Napoli |      |
| 2012                | Camogli                 | Savona           | Florentia         |      |
| 2013                | Bogliasco               | Camogli          | Arechi            |      |
| 2014                | Telimar Palermo         | Camogli          | Bogliasco         |      |
| 2015                | Rari Nantes Florentia   | Acquachiara      | Zero9 Roma        |      |
| 2016                | Posillipo               | Savona           | Catania           |      |
| 2017                | Savona                  | Catania          | Telimar Palermo   |      |
| 2018                | Catania                 | Bogliasco        | Roma Vis Nova     |      |
| 2019                | Posillipo               | Savona           | Roma Vis Nova     |      |
| Campionato Under-14 |                         |                  |                   |      |
| 2023                | \| Waterpolo Palermo \| | Orizzonte CT     | Canottieri Napoli |      |
| 2024                | Astra Roma              | Catania          | Posillipo         |      |
| Waterpolo Palermo   |                         |                  |                   |      |

## Scudetti per squadra
| Squadra           | Scudetti |
| Bogliasco         | 5        |
| Camogli           | 5        |
| Savona            | 4        |
| Civitavecchia     | 3        |
| Posillipo         | 3        |
| Pro Recco         | 2        |
| Fiamme Oro        | 2        |
| Roma Vis Nova     | 1        |
| Roma              | 1        |
| Canottieri Napoli | 1        |
| Nervi             | 1        |
| Telimar Palermo   | 1        |
| Florentia         | 1        |
| Catania           | 1        |
| Waterpolo Palermo | 1        |
| Onda Forte Roma   | 1        |

## Scudetti per città
| Squadra       | Scudetti |
| Camogli       | 5        |
| Bogliasco     | 5        |
| Savona        | 4        |
| Napoli        | 5        |
| Civitavecchia | 3        |
| Roma          | 3        |
| Recco         | 2        |
| Genova        | 1        |
| Palermo       | 2        |
| Firenze       | 1        |
| Catania       | 1        |

## Scudetti per regione
| Squadra  | Scudetti |
| Liguria  | 16       |
| Lazio    | 7        |
| Campania | 5        |
| Sicilia  | 3        |
| Toscana  | 1        |